# 태양을 덮다
《태양을 덮다》(일본어: 太陽の蓋)는 2016년에 공개된 일본의 스릴러 드라마 영화이다. 사토 후토시가 감독을 하세가와 타카시가 각본을 맡았다. 일본은 2016년 7월 16일에 개봉되었다.

## 줄거리
2011년 3월 11일 발생한 동일본 대지진과 쓰나미로 인해 발생한 후쿠시마 원자력 발전소의 사고에 대한 일본 정부의 대처와 패닉에 빠진 사람들을 나베시마 기자를 통해 취재한 그날의 기록들

## 출연진
- 키타무라 유키야 - 나베시마 역
- 하카마다 요시히코 - 사카시타 역
- 나카무라 유리 - 마나미 역
- 카쿠 토모히로 - 슈이치 역
- 오니시 시마 - 야마나카 역
- 카미오 유우 - 후쿠야마 테츠로우 역
- 아오야마 소타 - 테라다 마나부 역
- 스가와라 다이키치 - 에다노 유키오 역
- 미타무라 쿠니히코 - 칸 나오토 역
- 스가타 슌
- 이노우에 타카시
- 미야지 마사코
- 나하나
- 아난 켄지

## 수상
- 2018년 제15회 서울환경영화제 후보 특별경쟁, 일본영화 특별전